# AB/CD
Gli AB/CD (spesso reso graficamente come ABCD) sono una band hard rock svedese formata a Stoccolma nel 1984. Nati e attivi dal vivo perlopiù come cover band degli AC/DC, in tutte le loro produzioni gli AB/CD si sono distinti come esplicita band "clone" in chiave parodistica componendo pezzi originali, i cui testi evocano spesso richiami allo storico gruppo australiano con espressioni e parole tipiche.
Ascoltate solo quante band ci sono là fuori che affermano di comporre cose proprie. Hanno il nome, il logo, le canzoni e quant'altro...ma è così evidente da dove hanno preso tutto. Ci sono così tanti cloni là fuori che si definiscono "originali"...non menzionano nessuno. Ma sicuramente avete capito di cosa sto parlando. Non siamo ipocriti! Ma non importa! Siamo solo una party band!»
(Nalcolm, chitarrista e leader.)
Nel tempo la band si definì sempre più come un side project di diversi futuri veterani della scena musicale svedese. Ad esempio, il chitarrista ritmico e fondatore Björn Nalle Påhlsson (Nalcolm) è noto per aver suonato in gruppi come Easy Action, Zan Clan, Treat e Therion; mentre Mats Levén, uno dei vari cantanti, ha militato in molti altri gruppi hard rock e heavy metal tra cui Swedish Erotica, Treat, At Vance, Abstrakt Algebra, Therion, e Yngwie Malmsteen. 

## Storia

### Anni 1980

#### I primi anni
Gli AB/CD vennero concepiti a Stoccolma alla fine del 1983 quasi per scherzo da un'idea del chitarrista Björn Nalle Påhlsson e del bassista Jim Gustavsson mentre stavano ascoltando Highway to Hell degli AC/DC. La formazione venne assemblata entro i primi mesi del 1984 con il chitarrista solista Bengt Ljungberger, il cantante Mikael "Micke" Hujanen ed il batterista Patrik Brun, trovando infine il nome "AB/CD" su suggerimento del cantante.
I membri si presentarono tutti con un ironico pseudonimo che richiamava i nomi storpiati dei rispettivi membri degli AC/DC: Björn Påhlsson era "Nalcolm" (dal chitarrista Malcolm Young), Jim Gustavsson era "Clim" (dal bassista Cliff Williams), Micke Hujanen era "Braijan" (da Brian Johnson), Bengt Ljungberger era "Bengus" (da Angus Young), e Patrik Brun era "Putte Finger" (chiaro riferimento alla canzone degli AC/DC Put the Finger on You). Probabilmente questa idea nacque dal fatto che Bengus si faceva già chiamare con lo pseudonimo prima della nascita degli AB/CD, ed era conosciuto nel circuito per imitare Angus Young con la sua band precedente.
Il passo finale a renderli una band parodia furono i costumi. Ad una delle prime prove Braijan si presentò con una parrucca riccia cucita ad una coppola, risultando una caricatura di Brian Johnson. Bengus, che già imitava Angus Young, si procurò il suo tipico berretto con le corna da diavolo di plastica rossa e la lettera "B" (al posto della "A" impressa su quello dell'originale). Al tutto si aggiungeva la tecnica vocale di Hujanen, a tratti un apparente tentativo maldestro di imitare Brian Johnson (e in alcuni brani anche Bon Scott). Queste caratteristiche porteranno in seguito diversi fan degli AC/DC a credere che gli svedesi cercassero di metterli in ridicolo, impressione nettamente smentita dalla band.
L'esordio dal vivo avvenne nello stesso 1984, mentre l'anno successivo si fecero notare ad un famoso rock club di Stoccolma chiamato Studion, frequentato da diverse famose band della scena hard & heavy svedese come Europe, Easy Action e Treat. Sembra che grazie a quell'evento iniziarono ad essere maggiormente apprezzati nel circuito musicale locale, anche perché al tempo in Svezia non esistevano cover band degli AC/DC, e sembra che anche all'estero la cosa non fosse comune per l'epoca. 

#### Victim of Rock: l'esordio discografico
Pur nascendo ed esibendosi puramente come cover band, in tutti i loro album gli AB/CD si contraddistingueranno per la produzione di pezzi originali in chiave parodistica. Questa scelta artistica venne espressa solo nel 1986 su spinta del loro produttore dell'epoca, che venendo a sapere dell'esistenza di demo originali li stimolò a incidere i propri pezzi in quello che sarebbe stato il loro debutto discografico.
Nello stesso 1986 al posto di "Putte Finger" subentrò il batterista Jan-Erik Perning con lo pseudonimo di "Rajmon Left" (gioco di parole che richiamava la contrapposizione con il batterista degli AC/DC dell'epoca Simon Wright), parallelamente coinvolto come musicista nelle produzioni di molti artisti pop/rock svedesi nell'arco degli anni '80. Con il nuovo componente incisero il primo disco, un EP da sei tracce intitolato Victim of Rock, che vide la luce sempre nel 1986 per la Do-Re-Mi Records (sussidiaria della svedese Alpha Records), riuscendo a vendere 2500 copie in poco tempo. Sembra che per motivi ignoti la piccola etichetta discografica non avesse stampato ulteriori copie, impedendo che il disco ottenesse una buona diffusione.
Nel 1988 Rajmon Left venne sostituito da Nicolas "Nicci" Notini-Wallin, inizialmente sotto lo pseudonimo di "Flint" (in seguito si presenterà anche come "Phil Rules", da Phil Rudd degli AC/DC). Nel rispetto dello stile parodistico, dopo l'ingresso del nuovo batterista pelato degli AC/DC Chris Slade nel 1990, Flint inizierà ad esibirsi con un'evidente parrucca pelata per imitarlo. Nel corso dei restanti anni '80 la band continuò a suonare a Stoccolma come pura cover band senza trovare un concreto sbocco discografico.
Il gruppo però chiuse il decennio con un evento significativo. Quando nel 1988 gli AC/DC suonarono all'Isstadion di Stoccolma, Bengus riuscì a passare una selezione per alcuni sosia di Angus Young che dovevano essere chiamati sul palco in occasione della canzone di apertura Who Made Who, e replicare ciò che accadeva nel videoclip del brano. Nel backstage Bengus regalò a tutti i membri della band delle magliette degli AB/CD e una copia del EP Victim Of Rock. Sembra che gli australiani avessero trovato la cosa divertente, e Malcolm Young si fece fotografare con la t-shirt (che si può osservare nel sito di Nalcolm), episodio che verrà spesso narrato negli anni da Nalcolm per rafforzare il legame con i loro ispiratori.

### Prima metà degli anni 1990: moderati riscontri
Grazie ai contatti di Flint, nel 1992 la band riuscì finalmente a firmare un contratto con una grossa major discografica, la BMG/RCA Records, con cui nello stesso anno pubblicarono il debutto full-length, The Rock'n'Roll Devil. Curiosamente, nel 1988 era stato pubblicato un live non ufficiale degli AC/DC dal titolo omonimo (registrato ad un concerto del 1986 a Heidelberg, Germania), ed è sicuramente per la realizzazione non autorizzata che i finlandesi lo poterono usare per dare il nome al loro album.
The Rock'n'Roll Devil fu registrato ai famosi Polar Studios di Stoccolma, studio di registrazione degli ABBA che fu utilizzato anche dagli stessi AC/DC per alcuni brani di Back in Black, e dai Led Zeppelin per l'album In Through the Out Door. Il disco venne distribuito in Svezia, Giappone, Svizzera, Germania, Finlandia e Stati Uniti vendendo in poco tempo attorno a 30.000 copie, in particolare in Svizzera. Pur rimanendo una band locale che suonava perlopiù a Stoccolma, apparentemente i riscontri di vendite dell'album furono simili a quelli delle band svedesi più note e impegnate in tour europei. Dall'album venne estratto il singolo omonimo, di cui venne girato un videoclip.
Verso il 1993, al posto di Hujanen subentrò il cantante Mats Levén, già membro dei gruppi hair/pop metal svedesi di moderato successo Swedish Erotica e Treat, che assunse lo pseudonimo di "Braijan" come il predecessore (si presenterà anche come "MacScott" in alcuni brani in cui imita Bon Scott). Alla fine dello stesso anno la band iniziò a lavorare al nuovo album, la cui tematica era la presa in giro del music business e di musicisti pop come Michael Bolton, Madonna, Prince, Michael Jackson, oltre che il guitar hero Yngwie Malmsteen (ironicamente, Levén poco dopo canterà nella band dello stesso Malmsteen).
L'etichetta però espresse la preoccupazione di ritorsioni legali, così i testi vennero riadattati per risultare politicamente corretti, e da questi venne scartato il brano Cracked And Wacko, una critica implicita alle accuse di molestie sessuali che colpirono Michael Jackson nel 1993. L'album in questione, dal titolo di Cut the Crap! ("basta con le stronzate"), venne pubblicato nel 1995 ottenendo però meno successo del precedente. Dal disco venne anche estratto il singolo Mikey's Butt (che prendeva di mira Michael Bolton), di cui venne realizzato il videoclip ambientato in un luogo che richiamava quello dei vari video di Fly On The Wall degli AC/DC.
Nonostante i timidi riscontri generali e l'assenza di tour e concerti anche solo al di fuori di Stoccolma, sorprendentemente la band ottenne ulteriori riconoscimenti internazionali quando dal 1995 vennero inclusi niente meno che nella The Guinness Encyclopedia of Popular Music di Colin Larkin (sebbene le informazioni riportate nella bio fossero piuttosto imprecise).

### Seconda metà degli anni 1990-anni 2010: il declino e lo stallo
Probabilmente l'esplosione del fenomeno grunge nella prima metà degli anni '90 contribuì a un declino che colpì in generale il rock classico e l'hard & heavy. Poco dopo la pubblicazione di Cut the Crap!, nello stesso 1995, Levén abbandonò la formazione per entrare nel gruppo doom metal Abstrakt Algebra, e in seguito nella band di Yngwie Malmsteen. Nel 1996 la cover di Riff Raff degli AC/DC, con Levèn alla voce (accreditato come "MacScott"), venne inclusa nell'album tributo A Salute To AC/DC. Nel corso degli anni 1990 Nalcolm scrisse fino a 12 nuovi brani nella speranza di incidere un nuovo album, ma complice il declino generale la BMJ non si disse interessata alla pubblicazione.
Nel 1996 avvenne un ulteriore episodio ravvicinato con gli AC/DC, quando Nalcolm incontrò Malcolm, Angus e Phil dopo un altro concerto all'Isstadion di Stoccolma durante il loro Ballbreaker tour. Anche questa volta Malcolm si dimostrò disponibile ed ebbe una lunga conversazione con Påhlsson, ricordando molto bene la maglietta e il disco che aveva ricevuto da Bengus 8 anni prima. Alla fine della chiacchierata Malcolm firmò una dedica sulla locandina del concerto "A Nalcolm degli AB/CD da Malcolm degli AC/DC", firmata poi anche da Angus e Phil.
Nel periodo tra la seconda metà degli anni 1990 e gli anni 2020 gli AB/CD hanno suonato sporadicamente in Svezia (al massimo 3 concerti l'anno), ma non sono noti cambi di formazione anche se gran parte dei componenti, tra cui Levén, rimasero presenti con occasionali variazioni. Di fatto la band era ormai una sorta di side-project occasionale dei vari membri, nel frattempo impegnati con altri progetti musicali svedesi talvolta di moderato successo. Ad esempio, nel 2008 Nalcolm (Björn Påhlsson) entrò come bassista nei Therion, una nota band goth/symphonic metal svedese, mentre nel 2012 entrò nei Treat (in cui militò anche Levén proprio prima di entrare negli AB/CD).
Nel frattempo seguirà l'inclusione di altre tracce inedite in alcune compilation. Nel 2001 il brano Victory, dedicato alla squadra di calcio di Stoccolma Hammarby (nota anche come Bajen), venne incluso nella raccolta Bajen Forever dedicata interamente al club; nel 2002 il provocatorio brano inedito Cracked And Wacko (la critica a Michael Jackson scartata dall'album Cut the Crap!) venne incluso nella compilation The Encyclopedia Of Swedish Hard Rock And Heavy Metal, Volume II; mentre nel 2012 il CD di Victim of Rock sarà ristampato per la prima volta dal 1986, anche se in versione non-ufficiale (sarà stampato anche in Russia nel 2021). Sebbene gli AB/CD avessero scritto e inciso diverse demo per un futuro album in attesa di un contratto discografico già dagli anni 1990, non fecero alcuna nuova pubblicazione per ben oltre due decenni pur non avendo mai dichiarato lo scioglimento.

### Anni 2020: la rinascita
Attorno al 2020-2021 la band iniziò a consolidare la propria formazione in vista di progetti futuri, con il nuovo cantante Martin Edin nel ruolo stabile di "Braijan", e il nuovo batterista Johan Kullberg con lo pseudonimo di "Rude Fill" (da Phil Rudd degli AC/DC), musicisti che negli ultimi anni avevano già sostituito in alcune occasioni Levén e Wallin rispettivamente.
Improvvisamente, verso la fine del 2021 diffondono su YouTube il nuovo brano 21 Gun Salute con l'emergente cantante cileno Iván Gac, probabilmente uno dei migliori imitatori di Brian Johnson al mondo. Gac venne scoperto da Nalcolm attraverso alcuni video su YouTube, e gli propose di prestare la sua voce per il singolo. Pochi mesi prima della distribuzione (ma apparentemente dopo la registrazione), Gac aveva partecipato a una competizione di imitatori vocali in un programma televisivo cileno chiamato Yo Soy, arrivando infine al quarto posto e ottenendo una maggiore notorietà. In contemporanea al lancio del brano, nel novembre 2021 gli AB/CD annunciano anche la futura pubblicazione di un nuovo album.
Solo nel 2023, a quasi 40 anni dalla loro nascita, gli AB/CD misero in commercio Back 'N' Attack per la Brynolf Records, la propria etichetta (che prende il nome dal loro vecchio manager Paul Brynolf). L'album, il cui titolo è un evidente richiamo allo storico Back In Black, include per metà i vecchi pezzi irrealizzati scritti da Nalcolm soprattutto nel 1998, sebbene i testi siano stati in gran parte riscritti. Nonostante Edin sia rimasto formalmente il cantante, risultando tale per le esibizioni live come pura cover band, nell'album la voce in gran parte dei brani è di Pontus Snibb dell'affermata band hard rock svedese Bonafide. L'album ha visto anche come ospite l'ex-cantante storico Micke Hujanen in tre brani, e naturalmente Iván Gac alla voce del già noto pezzo 21 Gun Salute.
In contemporanea all'album viene pubblicata anche Nutbush City Limits, celebre cover di Ike & Tina Turner che i fan più accaniti degli AC/DC sanno essere stata reinterpretata varie volte da Brian Johnson, inclusa solo in alcune rare versioni di Back 'N' Attack. Nel 2024 viene celebrato il 40º anniversario della nascita della band, in occasione del quale si annuncia il progetto di pubblicare un nuovo brano ogni mese nell'arco di tutto l'anno, che andrà infine a comporre il nuovo album, Light the Fuse, la cui uscita è prevista per il 2025.

## Controversie legali

Il font squealer caratteristico del logo più popolare degli AC/DC.

Gli AB/CD sono stati al centro di alcune controversie legali legate al loro marchio, in particolare all'utilizzo dei tipici caratteri (font) con il fulmine degli AC/DC (usati per la prima volta nell'album Let There Be Rock del 1977, e poi stabilmente da Highway to Hell del 1979 in poi). Questi caratteri, disegnati nel 1977 dal grafico statunitense Gerard Huerta, sono oggi noti come squealer font (nome evidentemente tratto dall'omonimo brano contenuto in Dirty Deeds Done Dirt Cheap del 1976).
Nel primo decennio di attività, e quindi nella copertina dei primi due album, gli AB/CD utilizzarono regolarmente questi caratteri senza alcun richiamo. La cosa non sembrò disturbare neppure gli stessi AC/DC quando, nel backstage del concerto che tennero a Stoccolma nel 1988, Bengus regalò loro le magliette e l'album Victim of Rock che avevano impresso il loro logo, e a detta di Påhlsson ne rimasero anche divertiti (come dimostra perlomeno la reazione di Malcolm, che si fece fotografare con la t-shirt).
Nella prima metà degli anni '90, dopo essersi accorto dell'esistenza di un'omonima cover band britannica (nata nel 1989) che si presentava con un logo identico, Nalcolm (Påhlsson) richiese di registrare il nome per tutelare la sua band. Gli venne risposto che non era possibile registrare un nome che non fosse una parola, ma che potesse registrare il logo, e così fece. Un paio di settimane dopo venne però minacciato da un avvocato di pesanti azioni legali se non avesse ritirato la richiesta, e questo sembra abbia impedito loro anche di continuare a usare i caratteri squealer (non viene dichiarato se questo operasse per conto degli AC/DC). A causa di questo episodio, tra la versione originale e la ristampa del 1993 di The Rock N' Roll Devil (1992) il logo sulla copertina venne modificato, e in Cut the Crap! (1995) non furono più utilizzati i caratteri squealer.
Ma con la pubblicazione di Back 'N' Attack (2023) la band volle fare ancora un tentativo, nella speranza che usando i comuni font scaricabili, nonché utilizzati da tutte le cover band, avrebbero evitato problemi legali. L'anno successivo il management degli AC/DC (Leidseplein Press B.V.) è però intervenuto dichiarando che questo utilizzo fosse illegale perché la band non suonava solo cover ma anche brani originali, una restrizione quindi non valida per le pure cover band. Ciò ha costretto sul momento gli AB/CD a ripiegare su caratteri anonimi e a modificare anche le vecchie copertine dei brani su YouTube (già presenti da tempo) e sui social.
Inoltre, questo ha fatto si che gli AB/CD si suddividessero in due band differenti: una normale cover band dal vivo con Edin alla voce sembra possa usare i caratteri squealer, mentre la band "originale" in studio con Snibb alla voce non li può utilizzare. Questa vicenda sembra abbia interessato anche altre band clone degli AC/DC come i britannici Boned, che nel corso degli anni 2000 hanno cambiato i caratteri della copertina del loro album del 2004 Up at the Crack.

## Curiosità
- Gli AB/CD avrebbero due primati: la prima cover band degli AC/DC svedese e forse tra le prime al mondo[6]; e almeno tra le prime band "clone" degli AC/DC, un filone nato negli anni 1980 e corrente fino ad oggi con una lunga serie di imitatori più o meno espliciti, come Krokus, Rhino Bucket, Hardbone, Airbourne, 42 Decibel, '77, Boned e molti altri minori. Probabilmente gli AB/CD sono secondi solo agli svizzeri Krokus (da One Vice at a Time del 1982), che però non hanno mai esplicitato l'ispirazione e hanno spaziato anche altri stili all'interno dell'hard & heavy; inoltre, gli AB/CD mantengono il primato come prima band clone dell'era Brian Johnson.
- Pur essendo noti al di fuori di Stoccolma e della Svezia per i loro brani originali che imitano gli AC/DC, nei loro concerti gli AB/CD hanno sempre suonato praticamente solo come cover band e quasi mai i pezzi dei loro album tranne rare occasioni. Questa scelta inusuale sembra motivata dall'idea di voler meglio soddisfare le aspettative del pubblico[6][15], cosa del resto coerente con l'intento originale con cui vennero fondati.
- Il nome "AB/CD" è stato utilizzato anche da diverse altre cover band degli AC/DC di nascita successiva, ad esempio in Regno Unito, Italia, Germania, Ungheria, e forse in Sud America[15]. Naturalmente questo ha generato a una grande confusione, portando a scambiare questi gruppi con i finlandesi e viceversa. Essendosi formati nel 1989, gli omonimi britannici (oggi sciolti) sono probabilmente i secondi dopo gli svedesi, e sembra che in una competizione su MTV fossero stati riconosciuti addirittura da Angus e Malcolm Young come la miglior tribute band europea dell'era Bon Scott[14]. Fu proprio a causa di questa omonimia con i britannici che sorsero le controversie legali sull'uso dei caratteri per il loro logo.

## Formazione

### Attuale
- Martin Edin (Brajan) - voce (2020-oggi) (per le cover degli AC/DC dal vivo)
- Pontus Snibb - voce (2023-oggi) (per i pezzi originali in studio)
- Bengt Ljungberger (Bengus) - chitarra (1984-oggi)
- Björn Göran Nalle Påhlsson (Nalcolm) - chitarra (1984-oggi)
- Jim Gustavsson (Clim) - basso (1984-oggi)
- Johan Kullberg (Rude Fill) - batteria (2020-oggi)

### Ex componenti
- Patrik Brun (Putte Finger) - batteria (1984-1986)
- Jan-Erik Perning (Rajmon Left) - batteria (1986-1987)
- Nicolas "Nicci" Notini-Wallin (Flint/Phil Rules) - batteria (1988-2020)
- Mikael "Micke" Hujanen (Brajan) - voce (1984-93)
- Mats Levén (Brajan/MacScott) - voce (1993-1995)

## Discografia

### EP
- 1986 – Victim of Rock

### Full-length
- 1992 – The Rock N' Roll Devil
- 1995 – Cut the Crap!
- 2023 – Back 'N' Attack
- 2025 – Light the Fuse

### Apparizioni
- 1992 – Rock Forever Vol.4 (Germania)
- 1993 – Champion Carnival BMG-Victor March 1993 (Giappone)
- 1995 – One For The Road (Belgio)
- 1996 – A Salute To AC/DC (Svezia)
- 1997 – A Tribute Records Sampler (Svezia)
- 2001 – Bajen Forever (Svezia)
- 2002 – The Encyclopedia Of Swedish Hard Rock And Heavy Metal, Volume II (Svezia)
- 2003 – A Tribute To...AC/DC (Ucraina)
- 2023 – Nr. 97 / Der Soundtrack Zum Heft (Germania)